# Numero di Shapiro
Il numero di Shapiro (abbreviato {\displaystyle S}) è un gruppo adimensionale che relaziona la velocità di un fluido in un condotto collassabile con la velocità (o celerità) dell'onda pressoria nel medesimo.
Originariamente battezzata dimensionless speed-index, questa quantità può essere oggi chiamata numero di Shapiro per uniformità con gli altri gruppi adimensionali.

## Definizione matematica
È definito come:
{\displaystyle S={\frac {u}{c}}}
dove
- {\displaystyle u} è la velocità unidirezionale del fluido nel condotto collassabile
- {\displaystyle c} è la celerità dell'onda pressoria considerata unidirezionale nel condotto collassabile

## Interpretazione fisica
Il numero di Shapiro è analogo al numero di Mach in gas dinamica e al numero di Froude per i condotti a pelo libero.
Per analogia con la dinamica dei gas, per flussi stazionari e fluidi incomprimibili, in condotti collassabili di sezione circolare, considerate tutte le grandezze d'interesse funzione della sola variabile {\displaystyle x} (problema unidirezionale), quando {\displaystyle S<1} (condizione subcritica), l'attrito provoca diminuzione della sezione del condotto e della pressione verso valle, mentre la velocità aumenta; al contrario, quando {\displaystyle S>1} (condizione supercritica), sezione del condotto e pressione aumentano verso valle, mentre la velocità diminuisce; infine, se {\displaystyle S=1}, il condotto si comporta localmente come un ugello de Laval.

## Teoria sui condotti collassabili
Un condotto collassabile è un tubo per il quale la pressione esterna agente sullo stesso ne influenza la fluidodinamica all'interno. In particolare, il condotto collassabile, se sottoposto ad una pressione esterna {\displaystyle p_{out}} maggiore della pressione interna {\displaystyle p_{in}}, si deforma riducendo la propria sezione.
Il collasso è un fenomeno graduale e locale e un tipico esperimento per la misurazione dei suoi effetti fa uso del Resistore di Starling.
La teoria dei condotti collassabili trova applicazione, tra le altre, in biomeccanica per lo studio dei vasi sanguigni o, in generale, dei vasi all'interno di un organismo animale. Virtualmente, ogni vaso del corpo umano è elastico e può collassare secondo il meccanismo descritto.

## Approfondimenti
Per approfondimenti, si rimanda alla ampia letteratura scientifica sull'argomento dei condotti collassabili, ma, in particolare, al lavoro di Shapiro et al. citato in Bibliografia.